# Новицький Олексій Петрович
Олексі́й Петро́вич Нови́́цький (7 (20) квітня 1862, Симбірськ — 24 вересня 1934 р., м. Київ) — історик мистецтва, бібліограф, почесний член Київського товариства старожитностей і мистецтв (1917), академік АН УРСР (з 1922 року), автор досліджень про Тараса Шевченка — художника.

## Біографія
Походив зі стародавнього козацького українського роду Новицьких. Народився 7 (20 квітня) 1862 року у місті Симбірську в інтелігентній родині. Його батько служив в державних установах, а мати вела домашнє господарство. З раннього дитинства він виявив здібності, захоплювався музикою і в шестирічному віці виконував на публічних концертах найскладніші ноктюрни Шопена. В полі його зору тривалий час перебувало і народне декоративно-прикладне мистецтво.
Прагнучи дати дітям пристойну освіту, родина Новицьких переїжджає до Москви, де Олексій вступив до престижного Свято-Миколаївського ліцею (Катковський ліцей). Там він захопився фізикою. Подібне зацікавлення привело Новицького в 1882 році на кафедру фізико-математичного факультету Московського університету. Проте вже на початку навчання Новицький позбувся будь-якої матеріальної підтримки. Повністю збанкрутілий батько не міг оплачувати навчання свого сина. Також швидко минуло захоплення фізикою. В студентські роки його заполонила поезія, внаслідок чого він намагався ствердити себе як поет. Писав вірші, брав участь у численних на той час літературних вечорах. Часто залишаючи фізичні лабораторії він подавався на історичний факультет, де слухав лекції істориків Василя Ключевського, Олександра Веселовського, Миколи Тихонравова, Миколи Стороженка та багатьох інших.
Після закінчення Московського університету Олексій Новицький вирішив повністю присвятити себе літературно-науковій праці. Важливим етапом на шляху формування Новицького як вченого стала його робота над списком Галереї Рум'янцевського музею. Підготовлена на її основі праця в 1889 році побачила світ і отримала схвальну оцінку широкого кола фахівців. Цілком логічним стало б продовження роботи по дослідженню колекції Рум'янцевського музею. Проте ніякі високі результати не змогли переконати його директора В. Дашкова взяти на роботу фахівця з фізико-математичною освітою. Особа Новицького зацікавила директора Імператорського історичного музею у Москві І. Забеліна, який запропонував досліднику посаду помічника бібліотекаря. Олексій Петрович погодився навіть певний час виконувати покладені на нього обов'язки безоплатно.
17 жовтня 1893 р. він побрався з донькою дійсного статського радника, відомого юриста І. Остроглазова — Юлією. 18 серпня 1896 року у подружжя народилася донька Марія — майбутній мистецтвознавець.
В 1892 році Олексій Новицький зорганізував видання спеціалізованого мистецтвознавчого журналу «Російський художній архів» (рос. Русский художественный архив). Щоб об'єднати навколо себе однодумців і наблизити журнал до читача, він настійно шукав благодійників, здатних підтримати велику і корисну ідею. Знайшов він їх, зокрема, в особі великого поціновувача мистецтва, російського мецената Павла Третьякова, який без вагань пожертвував виданню 2 тисячі карбованців. Своїми коштами допомагала видавцям журналу княгиня Є.Демидова Сан-Донато, яка відшукала на ці цілі із власних заощаджень 5 тисяч карбованців. Проте зібраних грошей було практично недостатньо. За цих умов Новицький вдався до надзвичайних кроків. Через дружину письменника Федора Достоєвського — Ганну Григорівну він намагався зв'язатись з імператорською канцелярією і таким чином, отримати необхідні кошти, однак і ці спроби, незважаючи на всі зусилля, виявились марними. Тому в 1894 році видання журналу припинилось. Причому Новицькому ще довго доводилось сплачувати борги, отримані під науково-популярне видання.
Від повного краху Олексія Петровича врятувала пропозиція стати бібліотекарем Московського училища живопису, скульптури і архітектури, в якому за існувавшим положенням, крім середньої платні надавалась опалювана квартира та інші незначні привілеї. Прихід до училища на посаду бібліотекаря мав для Новицького ще одну важливу перевагу. Його директор М. В. Глоба запропонував самобутньому досліднику спільно видавати журнал з мистецтва. Навіть попри те, що згадана пропозиція залишилась на папері, він довгий час був переконаний в можливості її реалізації. Розчарувавшись, з радістю отримав пропозицію видавництва «рос. Книжное дело» підготувати узагальнюючу працю з історії російського мистецтва до початку XX століття. Видана в 1903 році в остаточному варіанті праця «Історія російського мистецтва з найдавніших часів» заставила говорити про Новицького як одного з провідних істориків мистецтва тогочасної Росії. У своїх рецензіях газети «Російська думка» (рос. Русская мысль), «Кур'єр» (рос. Курьер), «Російські відомості» (рос. Русские ведомости), «Історичний вісник» (рос. Исторический вестник) відзначали, що видана праця є першим «найбільш повним, узагальнюючим нарисом з історії російського мистецтва».
Перед Новицьким відкривались широкі перспективи. Так йому запропонували посаду приват-доцента на кафедрі російського мистецтва Московського університету. Були і інші привабливі пропозиції, але необхідність годувати родину не дозволила Олексію Новицькому докорінно змінювати своє життя.
В 1907–1909 роках він виступив одним з натхненників створення загально доступних курсів з історії мистецтва, їх оригінальність полягала в тому, що в процесі спілкування з аудиторією вдавалося широко демонструвати ідею синтезу мистецтв, що полягала в єдності музики, живопису, літератури. Усвідомлюючи значення подібних заходів, Олексій
Новицький зорганізував популярні мистецькі курси при Політехнічному музеї. Останні на своїх засіданнях нерідко збирали представників самих широких верств населення.
В 1906 р. його було обрано дійсним членом Московського археологічного товариства, а в 1909 році — членом Ради Російського історичного музею. Заслуга Новицького як талановитого дослідника, популяризатора наукових знань була високо оцінена учасниками XII—XIV археологічних з'їздів. Причому на цьому XIV Археологічному з'їзді, що відбувся в 1908 р. у Чернігові, він практично керував секцією історії мистецтва, виступав з глибокою за своїм змістом доповіддю «Риси самобутності в українській архітектурі».
Виступ на XIV Археологічному з'їзді, неформальне спілкування з українською інтелігенцією відіграло визначальну роль в житті та діяльності Новицького. Саме відтоді він активно і зацікавлено почав вивчати українську мову, прагнув налагодити дієві контакти з українськими науковими і культурними колами. Одночасно з цим, він доклав чимало зусиль для об'єднання української громади в Москві, яка згуртувалась навколо «Товариства слов'янської культури». Широкий громадський резонанс отримали проведені Українською секцією Товариства під безпосереднім керівництвом Новицького шевченківські виставки, які завершились в Імператорському історичному музеї. Високо оцінюючи їх, київська газета «Рада» і львівська газета «Діло» звернули увагу своїх читачів на особистість Новицького, що виступав поборником української ідеї серед московської інтелігенції.
Наукове товариство імені Т. Г. Шевченка у Львові доручило Новицькому вивчення українського рукописного орнаменту, а також узагальнення мистецької спадщини великого Кобзаря. Так з'явилась одна з головних праць Олексія Петровича «Тарас Шевченко як маляр», яка побачила світ в 1914 році.
Визнанням заслуг вченого стало обрання його дійсним членом Наукового товариства імені Шевченка у Львові, а також Українського наукового товариства у Києві. До свого складу Новицького мала за честь зарахувати і Чернігівська вчена архівна комісія.
Попри те, що з початком Першої світової війни життя української секції при «Товаристві слов'янської культури» у Москві поступово завмирає, Новицький своїми особистими зусиллями підтримував всі можливі ініціативи, спрямовані на популяризацію багатовікових національних традицій, мистецтва різних регіонів України. Так, до 1917 року він плідно співпрацює з виданням «Українським життям» (рос. Украинская жизнь), друкував на її шпальтах оригінальні розвідки з історії українського мистецтва. Прагнув організувати Першу виставку українських художників у Москві та труднощі воєнного часу, розлад транспорту не дозволили реалізувати накреслені плани.
Уподобання Новицького були добре відомі у Києві. Саме до нього 2 жовтня 1917 року звернувся від імені уряду Центральної Ради І. Стешенко з проханням надати допомогу в поверненні в Україну історичних реліквій українського народу, вилучених у нього свого часу Катериною II. Останній вказував на необхідність складення докладного списку всіх українських культурних цінностей, що перебували в культових спорудах, музеях, архівах Росії. Взявшись за цю роботу, Новицький практично самотужки здійснював її до літа 1918 року, коли в силу різних причин був змушений виїхати до Криму.
В Криму з розпорошених війною, реквізованих більшовицькою владою приватних бібліотек він намагався сформувати Феодосійську фундаментальну бібліотеку, яку очолив навесні 1919 року. Та незабаром за розпорядженням Комісії по ліквідації військової здобичі при командуванні денікінських військ він був змушений повернути впорядковану літературу колишнім власникам. Невдачею завершилась також спроба створення музею старовини і мистецтва в Таврійському університеті у Сімферополі, куди Новицького восени 1919 року було запрошено на посаду старшого асистента кафедри історії та теорії мистецтва. Ентузіастам не вдалося навіть відшукати пристосованого приміщення, не кажучи про розгортання хоча б мінімальної експозиції. Не маючи іншого виходу, Новицький 17 січня 1920 року прийняв пропозицію Коктебельського відділу народної освіти взяти на себе керівництво бібліотечним підвідділом, а також здійснити у Коктебелі облікування раритетної літератури, найцінніших художніх і мистецьких творів. Весною 1922 року, після ліквідації Коктебельського відділу народної освіти, Новицький був обраний професором кафедри російської історії Феодосійського інституту народної освіти та призначений завідувачем Феодосійським археологічним музеєм.
21 березня 1922 року з проханням створити умови для від'їзду вченого до Москви звернувся до Кримревкому народний комісар освіти РРФСР Анатолій Луначарський. 10 травня 1922 року це прохання продублював по своїм каналам письменник Вікентій Вересаєв. Відомому вже на той час історику, мистецтвознавцю, музейнику, пропонувалась пристойна посада в системі Наркомосу Росії. Однак давня мрія Новицького працювати в Україні взяла гору.
В роки громадянської війни серед української інтелігенції поширилися чутки, що вчений загинув. Одне з видань, переслідуючи благородну мету, опублікувало навіть короткий некролог про людину, яка повністю присвятила себе українській культурі. Лише з відновленням поштового зв'язку Новицький зумів повідомити друзів, що «чутки про його смерть значно перебільшені», і висловити свої побажання щодо роботи у Києві. Прохання Новицького з радістю підтримали академіки Микола Біляшівський, Федір Шміт. Останній, давши глибокий аналіз праць Олексія Петровича на засіданні історико-філологічного відділу 11 травня 1922 року, запропонував обрати його дійсним членом ВУАН на кафедрі мистецтвознавства. Згадане рішення остаточно було схвалене 1 червня 1922 року і затверджене на Спільному зібранні ВУАН 26 червня 1922 року. 31 серпня 1922 року Новицький виїхав до Києва.
Найближчою Новицькому була передусім пам'яткоохоронна та музейна робота, на теренах яких він вже мав чимало важливих здобутків. Тому не випадково керівництво Академії вважало за доцільне використати його саме в цій галузі наукової і культурно-освітньої діяльності. Вже 27 вересня 1922 року Археологічний комітет, що спирався на працю академіків М. Біляшівського, Миколи Василенка та Ф. Шміта, висловив бажання кооптувати до свого складу і Новицького. Тоді ж Київська губполітосвіта доручила вченому очолити Комітет по охороні пам'яток старовини і мистецтва при екскурсійно-виставочно-музейній секції. До науково-дослідної та навчальної роботи прагнув залучити Олексія Петровича і Археологічний інститут, який запропонував йому посаду професора. Своєрідним визнанням наукових заслуг Новицького стало також обрання його головою секції українського мистецтва кафедри мистецтвознавства. Після тривалого періоду поневірянь і розчарувань Новицький опинився у самому епіцентрі подій. Предметом особливого зацікавлення вченого стала його діяльність в Археологічному комітеті при ВУАН, який незважаючи на всі нагороди, відсутність належного фінансування залишався однією з провідних пам'яткоохоронних установ республіки. Причому він докладав чимало особистих зусиль для зростання авторитету ВУАКу. Так, ставши 24 липня 1924 року головою Комітету, Новицький виклав чимало важливих і цікавих думок, спрямованих на його реформування. Наприклад, вчений пропонував залучити до роботи ВУАКу якнайменше коло фахівців-археологів, істориків, архітекторів, мистецтвознавців, виступав за розподіл функцій Комітету як загальнодержавного органа, наділення його адміністративними функціями, правом законодавчої ініціативи тощо. Олексій Новицький переконував своїх колег і функціонерів НКО УСРР в необхідності надання належної уваги справі популяризації пам'яток серед широких верств населення. Зазначені ідеї знайшли свою підтримку академіка Дмитра Багалія, який, в свою чергу, рекомендував їх для затвердження Укрнаукою. Незважаючи на свою недосконалість, проект Новицького по реформуванню ВУАКу сприяв зростанню авторитету цієї пам'яткоохоронної організації, об'єднанню навколо неї справжніх ентузіастів української культури. Нова спроба конкретизувати функції ВУАКу була зроблена влітку 1926 р., коли 31 липня на засіданні президії Укрнауки затверджувалась Інструкція про розподіл обов'язків між Комітетом та відповідними структурами НКО. Відповідно до неї, на ВУАН покладались науково-методичні і консультативні функції. Інші ж — адміністративні — відводились Інспекторам охорони пам'яток культури. Незважаючи, що далеко не всі положення Інструкції влаштовували вчених, вони безперечно усунули численні непорозуміння, дублювання, які мали місце у пам'яткоохоронній роботі.
З Всеукраїнським археологічним комітетом і особисто з Олексієм Петровичем Новицьким пов'язана розробка пам'яткоохоронного законодавства — широко відомого Декрету «Про охорону пам'ятників культури і природи», а також «Положення про пам'ятки культури і природи», затвердженого спільною постановою ВУЦВКу і РНК УСРР 16 червня 1926 р.. Окремі позиції згаданих документів обговорювались на засіданні Комітету, в колах провідних вчених. Завдяки зусиллям Новицького та його однодумців, українському суспільству вдалося зберегти низку унікальних пам'яток, які по праву входять до реєстрів найвизначніших історико-культурних цінностей світової цивілізації. Зокрема, заслуговує увагу діяльність вченого по дослідженню Софійського собору у Києві. Так, на роботу в даному напрямку була зорієнтована спеціальна академічна Софійська комісія, що працювала у складі академіка Новицького (голова), академіка М. Ф. Біляшівського (заступник голови), Козловської (секретаря). До складу вище означеної комісії залучалися інші провідні фахівці самих різноманітних галузей знань. Дослідники унікальної пам'ятки неодноразово зверталися до владних структур з пропозиціями щодо проведення ремонтно-реставраційних робіт як окремих споруд, так і Софійського комплексу в цілому. Наприклад, 17 червня 1929 р. завдання реставрації пам'ятки були поставлені в доповіді Новицького на засіданні ради ВУАН. Уважно розглянувши висунуті пропозиції, остання доручала спеціальній комісії у складі Новицького, інспектора по охороні пам'яток старовини та мистецтва Федора Ернста, уповноваженого Укрнауки в Києві Л. М. Левицького скласти перспективний план реставрації Софійського собору, визначити першочергові заходи по охороні історико-культурної пам'ятки. Ці та інші заходи дозволили відвернути від Софійського собору ту долю, яка спіткала в 1930-х роках Михайлівський Золотоверхий собор.
Помітним був внесок Новицького і в дослідження та збереження інших безцінних пам'яток. Він, зокрема, залучався до роботи комісії по вивченню стану Андріївської гори, яка реально загрожувала знищенню Андріївської церкви. На основі численних архівних матеріалів вченому вдалося висловити обґрунтовані рекомендації по проведенню дренажних робіт тощо.
Серед пам'яток, які постійно перебували в полі зору Новицького, стали церква Спаса на Берестові, Спасо-Преображенський собор, Успенська церква Троїцького собору у Чернігові. Вчений разом з академіком Михайлом Грушевським виступив одним з ініціаторів оголошення заповідником комплексу будівель Братського монастиря. Академік Новицький висловлював стурбованість можливістю загибелі цілого ряду пам'яток внаслідок затоплення території у зв'язку з будівництвом Дніпрогесу. За його наполяганням 10 лютого 1927 р. Всеукраїнський археологічний комітет утворив спеціальну комісію по дослідженню території Дніпрогесу. Піднімав він аналогічні питання і на загальних зборах ВУАНу.

## Музейна діяльність
Велику та багатогранну пам'яткоохоронну роботу Новицький органічно поєднував з музейною діяльністю. Йому, зокрема, належить ініціатива створення музею історії Києва, експозицію якого він планував розгорнути на основі розкопок, що проводились в центральній частині Києва в 1926–1927 роках. Київська музейна нарада, яка відбулася в листопаді 1927 року, повністю підтримала його пропозиції.
Ще до цього, Новицькому на матеріалах, переданих в березні 1926 року мистецьким об'єднанням «Березіль», вдалося створити оригінальний за своїм змістом театральний музей. 14 жовтня 1926 року він став його директором.

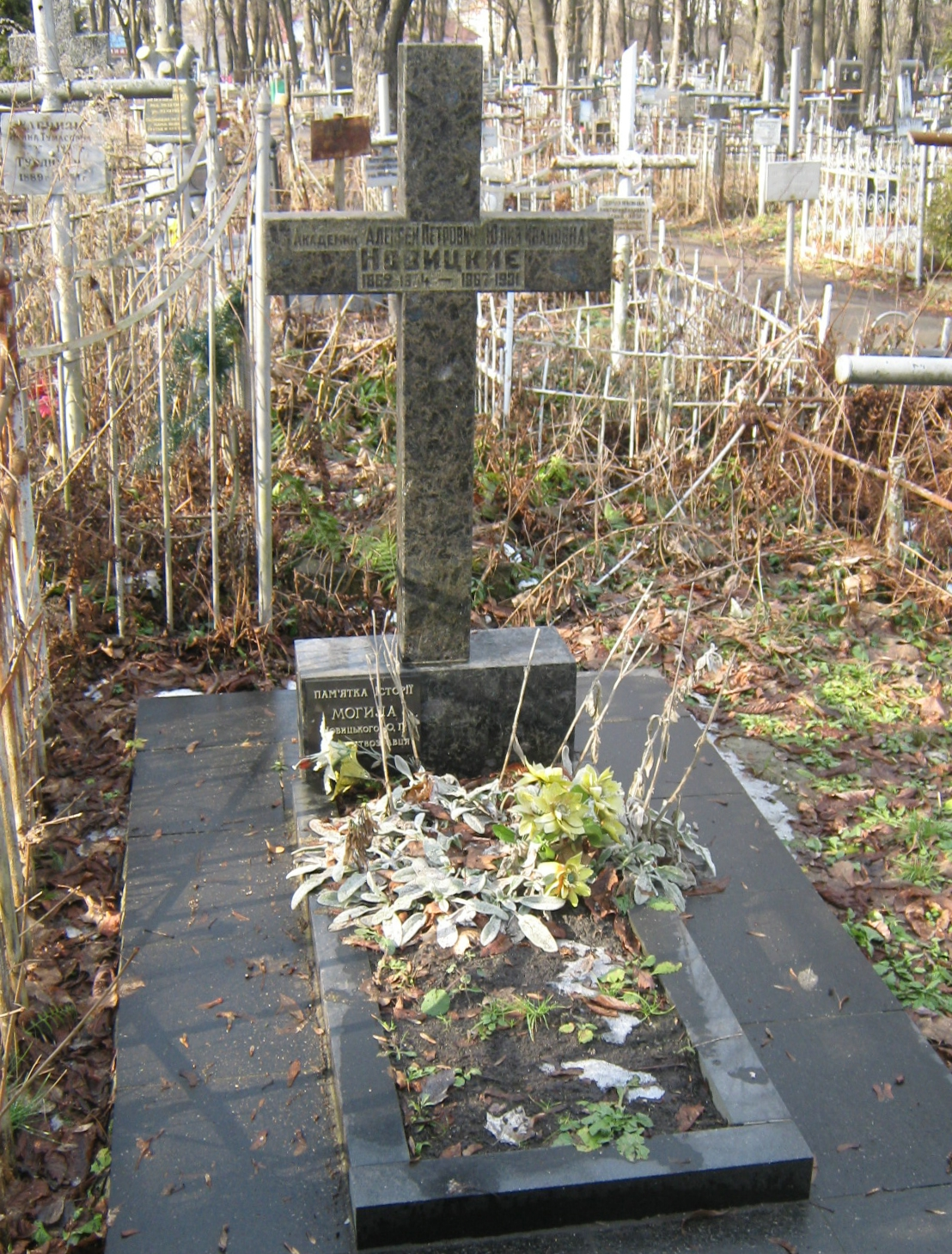
Могила Олексія Новицького

На ентузіазмі академіка Новицького тривалий час тримався Музей українських діячів науки та мистецтва, який регулярно проводив виставки, видавав каталоги, наукові збірники, постійно поповнювався оригінальними експонатами. Лише в 1926 р. до музею надійшло 4 480 експонатів.
В кінці 1920-х — на початку 1930-х років Новицькому стає все далі важче працювати. Політичні процеси проти інтелігенції, постійні цькування старих і досвідчених фахівців, невиправдані реформування структурних підрозділів ВУАНу поступово призводять до занепаду його наукової та культурницької діяльності, різкого погіршення стану здоров'я.
Помер 24 вересня 1934 р. і похований був у Києві на Лук'янівському цвинтарі (ділянка № 30, ряд 6, місце 3).

## Праці
- Новицький Олекса, Символічні образи на ритинах київських стародруків (Журнал) / Записки НТШ, Том 144—145, 1926 р. — С. 141—156.